# 麥克勞德 (蒙大拿州)
麥克勞德（英語：McLeod）是位於美國蒙大拿州斯威特格拉斯縣的非建制地區。

## 歷史
麥克勞德的郵局於1886年設立，1918年關閉後又於1920年重啟，營運至今。

## 地理
麥克勞德所處的海拔為高於海平面1464米（即4803英呎），而該地所採用的時區為UTC-6，即北美山地時區（MST）。同時該地設有夏令時間，為UTC-7調快一小時，即UTC-6（MDT）。